# Victoria Tauli-Corpuz
Victoria Tauli-Corpuz est une consultante philippine pour le développement et une activiste autochtone internationale de l'ethnie Igorot.  De 2005 à 2010, Victoria Tauli-Corpuz est présidente de l’Instance permanente de l’ONU sur les questions autochtones. À partir du 2 juin 2014, elle assume des responsabilités en tant que troisième rapporteur spécial de l'ONU sur les Droits des peuples autochtones. Son mandat se termine en juin 2020. Elle est la première récompensée du prix Gabriela Silang, qui lui a été décerné en 2009 par la Commission nationale sur les peuples autochtones.

## Éducation
En 1969, Victoria Tauli-Corpuz reçoit un diplôme auprès de l'Institut philippin des sciences à Diliman, à Quezon City. En 1976, elle obtient un diplôme d'infirmière au collège de soins infirmiers à l'université des Philippines de Manille.
En tant qu'activiste, Victoria Tauli-Corpuz a contribué à l'organisation et la coalition des communautés autochtones de la région de la Cordillère aux Philippines, afin de lutter contre les projets du président Ferdinand Marcos. Ils ont réussi à arrêter le barrage hydroélectrique du fleuve Chico et la société Cellophil Ressources.
Elle est la fondatrice et la directrice exécutive de la fondation Tebtebba (Indigenous Peoples' International Center for Policy Research).